# Kryptodrakon progenitor
Il criptodracon (noto dall'unica specie Kryptodrakon progenitor) è uno pterosauro estinto appartenente agli pterodattiloidi; visse tra il Giurassico medio e il Giurassico superiore (circa 162 milioni di anni fa) e i suoi resti fossili sono stati ritrovati in Cina. Al momento della sua classificazione nel 2014, era considerato il più antico e basale pterodattiloide conosciuto.

## Descrizione
Kryptodrakon aveva un'apertura alare di quasi un metro e mezzo. Il suo quarto metacarpo è relativamente sottile e allungato, un forte indizio che Kryptodrakon era uno pterodattiloide. Il quarto metacarpo ha una lunghezza minima di 72 millimetri, mentre l'omero ha una lunghezza stimata tra 75 e 86 millimetri. Queste proporzioni relative sono all'interno della gamma degli pterodattiloidi. Il radio mostra un'autapomorfia: possiede una protuberanza supplementare nella parte anteriore della superficie inferiore esterna. Lo scheletro non mostra segni di pneumatizzazione (Andres et al., 2014).

## Classificazione
Nel 2001, le ossa di questo pterosauro vennero scoperte pterosauro nello Xinjiang da Chris Sloan. Inizialmente ossa vennero identificate come quelle di un dinosauro teropode; il paleontologo James Clark in seguito riconobbe la loro natura di pterosauro. Nel 2014, Brian Andres, Clark e Xu Xing denominarono e descrissero la specie tipo Kryptodrakon progenitor. Il nome generico significa "drago nascosto", dal greco κρυπτός, (nascosto), e δράκων, (drago). Il nome allude al film La tigre e il dragone ("Crouching Tiger, Hidden Dragon"). L'epiteto specifico, progenitor, si riferisce allo status dell'animale come il membro più basale degli pterodattiloidi. 
L'olotipo, IVPP V18184, è stato scoperto in uno strato della formazione Shishugou risalente al Calloviano-Oxfordiano e ha un'età minima di 161 milioni di anni. È costituito da uno scheletro parziale privo di cranio, comprendente frammenti di entrambe le ali compreso il quarto metacarpo destro, parti del cinto scapolare e la seconda vertebra sacrale. Le ossa non erano articolate ma sono state scoperte in una piccola area di trenta centimetri quadrati, a notevole distanza da altri resti fossili, e quindi probabilmente rappresentano un singolo individuo. Le ossa sono state in gran parte conservati in tre dimensioni, senza una forte compressione. L'olotipo probabilmente era un individuo adulto. 
Gli autori della prima descrizione hanno effettuato un'analisi cladistica, la più ampia mai pubblicata riguardo agli Pterosauria fino al 2014, e hanno fornito le definizioni come cladi per la maggior parte dei gruppi di pterosauri non definiti in precedenza. L'analisi ha dimostrato che Kryptodrakon è il sister group di tutti gli altri pterodattiloidi noti; insieme formano i Lophocratia, e quindi è il più basale pterodattiloide noto (seguendo la definizione di Padian di Pterodactyloidea, ovvero quelle specie di pterosauri che possiedono un metacarpo con almeno l'80% della lunghezza di l'omero, omologo a Pterodactylus). La specie Kryptodrakon progenitor è di circa cinque milioni di anni più antica di ogni altro pterodattiloide scoperto in precedenza.

## Paleobiologia
Kryptodrakon viveva in un habitat terrestre o nell'entroterra, lontano dalla costa. Andres et al (2014) hanno ritenuto ciò come un'indicazione che gli pterodattiloidi hanno avuto un'origine terricola. Le ali relativamente brevi di Kryptodrakon confermano questa ipotesi, poiché gli uccelli odierni dalle lunghe ali, così come gli pterosauri dalle lunghe ali, tendono a vivere presso le coste, mentre le specie dalle ali corte tendono ad abitare nelle foreste.